# Edith Gyömrői Ludowyk
Edith Gyömrői Ludowyk (Budapest, 8 de septiembre de 1896-Londres, 11 de febrero de 1987) fue una psicoterapeuta judía húngara, poeta y comunista. Era una entre los llamados Europeos Radicales en Sri Lanka.

## Primeros años
Edit Gyömrői nació en Budapest, hija de Mark Gelb (quién cambió su apellido a Gyömrői en 1899, un fabricante de muebles), y de Ilona Pfeifer. Tenía un hermano más joven, Boris, y otra hermana dos años mayor que ella llamada Márta.
Para complacer a su padre, empezó a estudiar diseño de interiores, pero más tarde abandonó la carrera. En 1914, se casó con el ingeniero químico Ervin Renyi, con quien tuvo un hijo, Gábor, quien murió en un campamento laboral fascista; este matrimonio se disolvió en 1918.
A través de su tío, el psicoanalista István Hollós, empezó a interesarse y a saber sobre el psicoanálisis, y participó en el 5º Congreso Psicoanalítico Internacional en Budapest.

## Militante comunista
A partir de 1918, participó en reuniones del Vasárnapi Kör, un grupo de intelectuales de izquierda, en su mayoría judíos, que incluía al psicoanalista René Spitz.
En 1919, trabajó para la Comisaría de Educación durante la breve existencia de la República Soviética Húngara. Cuándo este gobierno cayó después de la invasión rumana, huyó a Viena, donde consiguió empleo en una fábrica de paracaídas, y más adelante fue ayudante de ventas en una librería.
Conoció a personas importantes tales como el escritor húngaro Béla Balázs, el compositor Hanns Eisler, el escritor checo Egon Kisch, y el austriaco Hermann Broch (quien tradujo su poesía al alemán).
Vivió por periodos cortos en Checoslovaquia y Rumanía. Después de ser expulsada de Rumanía por sus actividades comunistas, se instaló en Berlín en 1923, con su segundo marido, László Tölgy (Glück).
Diseñó trajes para las películas de Elisabeth Bergner en el estudio Neumann Produktion, tradujo textos, interpretó y tomó fotografías. También integró por un tiempo, el personal del diario del Partido Comunista Alemán llamado Rote Hilfe.
Estudió psicoanálisis desde 1924 en adelante, y más tarde lo ejerció.
Cuando Hitler llegó al poder en 1933, Gyömrői emigró a Praga, ya que era judía, además de tener puntos de vista políticos, diametralmente opuestos a los del partido nacional socialista.
En 1934 regresó a Budapest, donde se unió a la Sociedad Psicoanalítica Húngara. Entre 1936 y 1938, organizó seminarios,  conversatorios, y mesas de discusión, para madres y educadores, en asuntos educativos prácticos.

## Exilio en Sri Lanka
En 1938, cuando el régimen fascista del Almirante Horthy aprobó su primera ley antijudía, emigró a Ceilán, hoy día llamadoSri Lanka, y lo hizo con su tercer marido, el periodista László Ujvári, quién murió en 1940. En dicho país, conoció y se casó con E. F. C. Ludowyk, profesor de inglés en el University College, en Colombo.
Se unió al partido trotskista 'Lanka Sama Samaja', y en 1947, junto a Vivienne Goonewardena y muchas otras mujeres del LSSP, fundó el Bolshevik Samasamaja Party y el Partido Comunista de Sri Lanka. Fundó también el Eksath Kantha Peramuna (Frente Unido de Mujeres), la primera asociación de mujeres socialistas en ese país insular asiático. En 1948, publicó un artículo en 'The Times of Ceylon' titulado “Feminismo o Socialismo?”.
En 1956, debido a que el clima húmedo de la isla le causaba problemas de salud, la pareja se mudó a Londres. Allí, Gyömrői se convirtió en una psicoanalista reconocida, y continuó su práctica médica hasta alcanzar los 80 años.
Después de la muerte de su marido en 1986, se mudó con sus colegas Annemarie y Joseph Sandler. Falleció el 11 de febrero de 1987.

## Obras
- Rényi Edit versei (Los poemas de Edit Renyi), 1919.
- Versohnung (Expiación).[1]
- Gegen den Strom (En contra de la corriente), 1941.
- Miracle and Faith in Early Buddhism, 1944.
- Pubertätsriten der Mädchen in einer in Umwandlung begriffenen Gesellschaft (Ritos adolescentes entre jovencitas en una sociedad en flujo), 1955.
- Megbékélés, 1979.